# Raven (série télévisée, 1992)
Pour les articles homonymes, voir Raven.
Raven est une série télévisée américaine en un pilote de 90 minutes et de 19 épisodes de 46 minutes créée par Frank Lupo et diffusée du 24 juin 1992 au 24 avril 1993 sur le réseau CBS.
En France, la série a été diffusée à partir du 28 janvier 1994 sur M6. En Belgique, au Luxembourg et en Lorraine la série a été diffusée dès le 28 juin 1992 sur RTL-TVI et dès le 3 juillet 1992 sur RTL TV.

## Synopsis
Jonathan Raven est membre des dragons noirs (des assassins ninja). Un jour, il décide de les trahir et de retrouver son fils qu'il ne connait pas. Aidé par un ami, il séjourne à Hawaii, tout en aidant les personnes menacées. C'est sans compter les membres des dragons noirs qui le poursuivent pour se venger de sa trahison.

## Accroche
Une introduction en voix off au début de l’épisode Les Gardiens de la Nuit présente la série ainsi : « Jonathan Raven est un jeune Américain qui a passé son enfance au Japon, jusqu'au jour où ses parents furent assassinés. Pour les venger, il s’infiltrera au sein des Dragons Noirs, l’organisation responsable du meurtre de ses parents. Aujourd'hui, à Hawaii, avec l’aide de son ami Ski, vétéran de l’armée, il tente de retrouver son fils qu’il n’a jamais rencontré... »

## Distribution

### Acteurs principaux
- Jeffrey Meek (VF : Bernard Bollet) : Jonathan Raven
- Lee Majors (VF : Marc de Georgi) : Herman « Ski » Jablonski
- Andy Bumatai (en) : The Big Kahuna (12 épisodes)

### Invités
- Clyde Kusatsu (VF : Albert Augier) : Ken Tanaka (pilote)
- Tamlyn Tomita : Kim Tanaka (pilote)
- Cary-Hiroyuki Tagawa (VF : Guy Chapelier) : Hiroshi Osato
- Kelly Hu : Pele
- Larry Manetti : Tony Piero
- Felicity Huffman : Sharon Prior
- Elizabeth Berkley : Deborah
- Marcia Cross : Carla Dellatory
- Tracy Scoggins : Alexis Page
- Shiri Appleby : Jess
- Paula Trickey : Lisa Anderson
- Danny Kamekona (en) : Takuya Makura

## Épisodes

### Première saison (1992)
1. Le Retour des dragons noirs (Return of the Black Dragon) (90 minutes)
2. L'Ennemi invisible (The Unseen Enemy)
3. Retrouvailles (Reunion)
4. Charme mortel (...And Everything Nice)
5. Y a-t-il un fou dans l'asile ? (Is Someone Crazy in Here or Is It Me)
6. Vengeance éternelle (Prey)
7. Le Prix du mensonge (The Death of Sheila)

### Deuxième saison (1993)
1. La Plage sanglante (Bloody Beach)
2. Crimes en série (Playback)
3. Voyage initiatique (The Journey)
4. Le Bon Samaritain (Heat)
5. Apprenti Cambrioleur (Rip-Off)
6. Jeu Fatal (Death Games)
7. Les Disciples de l'aube (Disciples of Dawn)
8. Secret caché (Something in the Closet)
9. Échec et Mat (Checkmate)
10. Anéantissement (Wipe-Out)
11. Les Gardiens de la Nuit (The Guardians of the Night)
12. Terre de paradis (Poisoned Harvest)
13. Flori et Dori (Flori and Dori)

## Personnages
- Jonathan Raven : À l'âge de douze ans, Jonathan Raven voit ses parents se faire assassiner par les Dragons Noirs, une organisation secrète de ninjas. Jonathan Raven n'a qu'une seule idée en tête, se venger. Il devient lui-même un Dragon Noir, le seul occidental à avoir survécu à l’entraînement de ces guerriers de l’ombre. Le jour où il termine l'entrainement de Dragon Noir, Jonathan extermine le clan des Dragons Noirs. Les services secrets américains recrute Jonathan Raven pour en faire un assassin des Forces Spéciales. En représailles du massacre des Dragons Noirs, les ninjas survivants cherche maintenant à éliminer la famille de Jonathan Raven. La femme de Jonathan Raven, Aki Mashahiro est tuée peu après avoir donné naissance à leur fils Hikari, mais elle est parvenue à le cacher à Hawaï. Au moment de la série, Jonathan Raven est à la retraite à Honolulu. Il est à la recherche de son fils, et aide les gens en détresse, tout en évitant les assassins envoyés par le clan du Dragons Noirs pour le tuer. Il est assisté par Herman Jablonski dit Ski.

- Ski : Herman Jablonski, est l'ami de Jonathan Raven. C'est un détective privé.

- Big Kahuna : Dit B.K. est le propriétaire du bar Big Kahuna situé sur la plage de Waikiki.

## VHS
- France :

L'épisode pilote de la série (réalisé par Craig R. Baxley) est sortie en VHS sous le titre "Raven, l'homme serpent" en 1993, chez Gaumont/Columbia/Tri-Star. (Cf. "L'année des séries. Tome 3 : 1994-95" de Philippe Paygnard, Ed. ... Car rien n'a d'importance... Page 68).

## DVD
- États-Unis :

- L'intégrale de la série est sortie le 5 avril 2016 chez Sony Pictures Entertainement en coffret 4 DVD.